# Piodor Gustafsson
Hans Peter Mikael "Piodor" Gustafsson, född 10 februari 1962 i Eskilstuna, är en svensk film- och TV-producent. Sedan 2020 arbetar han som dramadirektör på TV4 Media.
Piodor Gustafsson har varit verksam i film- och TV-branschen sedan 1984. Som filmproducent tilldelades Gustafsson en Guldbagge för Gräns (2018) och blev även nominerad som producent till Tigrar (2021). Som TV-producent har han bland annat tagit fram serierna Dirigenten (2018), Sthlm Rekviem (2018) och Allt jag inte minns (2019). Gustafsson har startat och drivit produktionsbolaget Spark. År 2006 utsågs han till filmkonsulent på Svenska Filminstitutet och 2009 gick han vidare och fick tjänst som programbeställare för kultur och drama på SVT.